# 馬永
馬永（？—1540年），字天錫，京師永平府遷安縣（今河北省遷安縣）人，明朝军事将领。

## 生平
嗣馬榮世職為金吾左衞指揮使，正德年间，跟随陸完征战有功，晋升为都指揮同知。当时江彬练兵，馬永应当隶属江彬，他则称病避讳。之后镇守遵化，成功抵御蒙古入侵馬蘭峪，后在柏崖、白羊峪之戰中立功。正德十三年，進都督僉事，充總兵官，鎮守薊州，任內整頓兵務，進署都督同知。嘉靖元年，金山礦盜作亂，馬永成功討平，斬獲過當，進右都督。大同兵變后，擔任督諸軍與侍郎胡瓚往平定，事後繼續擔任薊州總兵。
嘉靖三年，陸完去世，馬永上疏請求體恤，請寬恕大禮議中獲罪的大臣，嘉靖帝聽後大怒，剝奪馬永官職，并寄祿到南京後軍都督府。巡按御史丘養浩、順天巡撫劉澤等人一同論救，均被譴責。馬永被罷免后，杜門讀書。很久后，被舉薦擔任都南京前軍都督府都督僉書，大同第二次兵變后，朝廷大臣再次舉薦，召用時已經平定，再歸南京。
嘉靖十四年，遼東發生兵變，總兵官劉淮被罷免，馬永代任遼東總兵。當時大清堡守將徐顥誘殺泰寧衞人，招致泰寧衞部長把當孩憤怒進攻，被馬永擊退斬殺。泰寧衞再次報仇，再次被馬永擊退。儘管當時遼東兵變平定后，叛軍仍然趁亂進攻。馬永率領家丁進攻，均平定叛亂。后晉升爲左都督。嘉靖十九年，死於任內，嘉靖帝賜祭葬如例。有子馬應乾。

## 延伸阅读
[在维基数据编辑]
 《明史卷二百一十一》，出自《明史》